# Trapelus flavimaculatus
Trapelus flavimaculatus är en ödleart som beskrevs av  Eduard Rüppell 1835. Trapelus flavimaculatus ingår i släktet Trapelus och familjen agamer. IUCN kategoriserar arten globalt som livskraftig. Inga underarter finns listade i Catalogue of Life.